# Medaille „Für Verdienste im Kampf“ (2003)

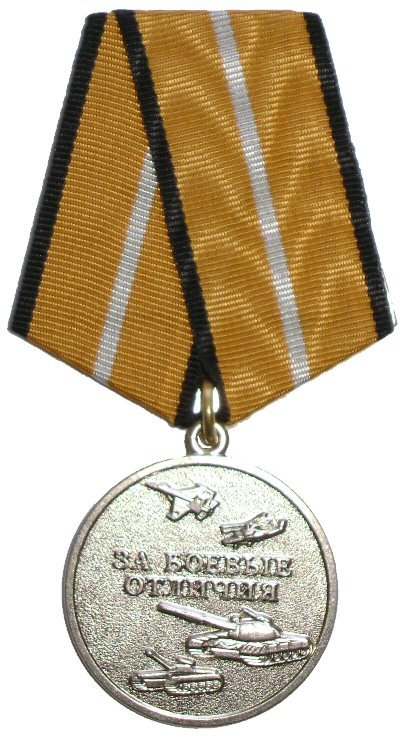
Medaille „Für Verdienste im Kampf“

Die Medaille „Für Verdienste im Kampf“ (russisch Медаль «За боевые отличия») ist eine Medaille des Russischen Verteidigungsministeriums, die durch Ukas No. 100 des Russischen Verteidigungsministers am 31. März 2003 gestiftet wurde.
Im Zuge der Anpassung des gesamten Systems der Auszeichnungen des Russischen Verteidigungsministeriums durch Ukas No. 777 vom 14. Dezember 2017 wurde das Band und Statut der Auszeichnung geändert, die Auszeichnung ansonsten aber übernommen.

## Verleihungspraxis
Die Medaille wird gemäß aktuellem Statut (Ukas No. 777 aus 2017) an Soldaten der Russischen Streitkräfte verliehen
- „Für besondere Verdienste, Tapferkeit und Selbstlosigkeit bei der Erfüllung von Kampfaufträgen und bei Sondereinsätzen unter Lebensgefahr“
- „Für geschickte, vorausschauende und entschlossene Handlungen, die zur erfolgreichen Erfüllung von Kampfaufträgen beigetragen haben“
- „Für erfolgreiche Führung unterstellter Soldaten zur Erfüllung von Kampfaufträgen“;

Grundsätzlich kann die Medaille über den Personenkreis hinaus auch an sonstige russische Wehrdienstleistende und Angehörige ausländischer Streitkräfte verliehen werden, die sich um die Erfüllung der Kampfaufträge der Russischen Streitkräfte verdient gemacht haben.
Die Medaille wird auf Anordnung des Verteidigungsministers der Russischen Föderation verliehen. Eine mehrmalige Verleihung ist möglich, eine posthume Verleihung ist hingegen nicht vorgesehen.

## Trageweise
Die Medaille reiht im aktuellen Auszeichnungssystem des russischen Verteidigungsministeriums an erster Stelle noch vor der Medaille „Für militärische Tapferkeit“. Im gesamten System der Auszeichnungen des russischen Staates reiht sie nach den Ehrentiteln der Russischen Föderation („Verdienter .../Volks-... der RF“), da diese anders als die Medaille durch den russischen Präsident verliehen werden. Eine Abstufung der Ehrentitel selber untereinander ist nicht möglich, weshalb es auch nicht möglich ist, die direkt höher reihende Auszeichnung auszumachen.

## Privilegien
Träger der Medaille, die vor dem 20. Juni 2008 ausgezeichnet wurden, sind berechtigt, den Titel „Veteran der Arbeit“ («ветеран труда») zu führen, falls sie die verlangte Dienstzeit nachweisen können. (Gemäß dem russischen Veteranen-Gesetz (Федеральному закону РФ «О ветеранах»)). Ebenso berechtigt die Medaille seit 2017 wieder zu diesem Titel, vorausgesetzt die notwendige Dienstzeit.
In Ukas No. 725 des Russischen Verteidigungsministers vom 9. Oktober 2014, welcher am 14. November 2014 in Kraft getreten ist, wurde in Absatz 2.6 festgelegt, dass für einen Zeitraum von einem Jahr ab dem Erlass zur Verleihung der Medaille eine monatliche Zulage von 30 % gezahlt wird.

## Sonstiges
Aus dem Band bzw. seinen Farben lässt sich erkennen, dass es sich um eine Auszeichnung des Verteidigungsministeriums handelt (orange-schwarze Farbe). Die Kombination der Farben Weiß, Schwarz und Orange wurde so bereits beim St. Georgs-Kreuz/Russischen Orden des Heiligen Georg verwendet und kennzeichnet traditionell Auszeichnungen für direkten Kampfeinsatz.